# ウィズダム/夢のかけら
『ウィズダム/夢のかけら』（原題：Wisdom）は、1986年制作のアメリカ合衆国の映画。
社会に対するやり場のない怒りを抱いて銀行強盗を重ねる青年とその恋人の逃避行を描いたクライム映画。エミリオ・エステベス主演で、彼の初監督作品。当時の恋人であったデミ・ムーアが共演。ロバート・ワイズ製作総指揮。

## あらすじ
23歳の青年ジョン・ウィズダムは、かつて若気のいたりで起こした車泥棒の前科がネックとなり、どこにも就職できずにいた。
そしてある日、彼は不満のはけ口として、また負債で苦しむ弱者のためにと銀行強盗を計画、実行する。計画は成功したが、心ならずも恋人のカレンを巻き込んでしまう。最初は彼の行動を非難するカレンだったが、次第に理解を示し、進んで協力するまでになる。
こうして、2人は各地を転々としながら銀行強盗を行う。2人は一躍英雄に祭り上げられるが、ある日、カレンが動転して殺人を犯してしまったことで、歯車が狂い始める。

## キャスト
- ジョン・ウィズダム：エミリオ・エステベス
- カレン・シモンズ：デミ・ムーア
- ジョンの父：トム・スケリット
- ジョンの母：ヴェロニカ・カートライト
- ウィリアムソン捜査官：ウィリアム・アレン・ヤング
- チャーリー・シーン